# Congrès national de reconstruction timoraise
Le Congrès national de reconstruction timoraise (en portugais : Congresso Nacional de Reconstrução do Timor, CNRT), est un parti politique du Timor oriental, fondé au printemps 2007 par Xanana Gusmão, qui a été élu à sa présidence le 30 avril 2007, quelques jours avant la fin de son mandat de président de la République.
Certaines sources indiquent, comme nom portugais pour le CNRT, Conselho Nacional de Reconstrução Timorense.
Pour l'élection présidentielle d'avril-mai 2007, le CNRT a soutenu la candidature de l'ancien Premier ministre José Ramos-Horta, élu au second tour, le 9 mai 2007 et entré en fonctions le 20 mai suivant.
Lors des élections législatives du 30 juin 2007, le CNRT remporte environ 23 % des suffrages exprimés et entend former autour de lui une coalition gouvernementale dirigée par Xanana Gusmão et qui exclurait l'ancien parti du président, le Front révolutionnaire pour l'indépendance du Timor oriental (FRETILIN), arrivé en tête avec 29 % des voix. La mésentente entre Xanana Gusmão et le chef de file du FRETILIN, l'ancien Premier ministre Marí Alkatiri, rend improbable un accord de coalition réunissant les deux grands partis.

## Résultats électoraux

### Élections présidentielles
| Élection | Candidat         | Voix         | %            | Voix        | %           | Résultat |
| Élection | Candidat         | Premier tour | Premier tour | Second tour | Second tour | Résultat |
| -------- | ---------------- | ------------ | ------------ | ----------- | ----------- | -------- |
| 2022     | José Ramos-Horta | 206 182      | 45.86 %      |             |             | Élu      |

### Élections législatives
| Élection | Votes   | %     | Sièges  | +/– | Position | Gouvernement                                               |
| -------- | ------- | ----- | ------- | --- | -------- | ---------------------------------------------------------- |
| 2007     | 100 175 | 24,10 | 18 / 65 | 18  | 2e       | Majorité CNRT–PSD-ASDT–PD                                  |
| 2012     | 172 831 | 36,66 | 30 / 65 | 12  | 1er      | Majorité CNRT–PD–FM (2012-2015), CNRT–Fretilin (2015-2017) |
| 2017     | 167 345 | 29,46 | 22 / 65 | 8   | 2e       | Pas de majorité                                            |
| 2018     | 309 663 | 49,58 | 34 / 65 | 12  | 1er      | Majorité AMP (CNRT–PLP–KHUNTO)                             |
| 2023     | 288 101 | 49,58 | 31 / 65 |     | 1er      | Majorité (CNRT–PD)                                         |